# Mape-See
Der Mape-See (englisch Lake Mape oder Mape Lake) ist ein See bzw. Lagune in der Southern Province im westafrikanischen Sierra Leone.

## Beschreibung
Es handelt sich mit einer Fläche von 27,5 Quadratkilometern um den größten See des Landes. Anderen Quellen nach ist er zu Niedrigwasser etwa 50 km², zu Hochwasser bis zu 85 km² groß. Der See ist maximal 17 Kilometer lang und 5 Kilometer breit.
Der See befindet sich nur etwa 1,2 Kilometer von der Küste zum Atlantik. Knapp sechs Kilometer nordöstlich liegt mit dem Mabesi-See der zweitgrößte See des Landes. Beide Seen sind mit Brackwasser gefüllt.
Der See ist als Nationalpark vorgeschlagen.